# 松村組
株式会社松村組は、大阪府大阪市北区にある建設会社。大阪証券取引所（現在の東京証券取引所スタンダード）や札幌証券取引所（東証の上場後にも上場廃止も予定されていた）に上場していた。

## 概要
1894年に京都府福知山市で松村雄吉が創業し、当初は京都府を中心とした近畿各地で公共事業（学校、病院等）や陸軍などの施設を建設。1910年代には姫路城（白鷺城）の修復も行った。1919年、事業拡大のため大阪市に事務所を移転し株式会社組織として設立。1925年から一時期東京府にメインの事務所を移転したが、1931年に大阪に復帰。
戦後は近畿圏だけでなく日本各地、また中華人民共和国や東南アジアの施設建設を行い、中堅ゼネコンとして成長してきた。しかし、1980年代晩期のバブル期の投資失敗から経営が行き詰まり、2005年5月5日、大阪地方裁判所に民事再生手続きを申請。株式会社サクセス・プロが経営再建のスポンサー会社に決定した。2006年、大阪地方裁判所が民事再生の終結を決定。サクセス・プロからの増資により、新生松村組がスタートした。
2011年7月6日、サクセス・プロより、MEBO（Management and Employee Buyout）により全ての株式譲渡を受け、新体制のもと再スタートを切った。
2017年11月1日、パナソニックの連結子会社となることを発表。パナソニックの「先進技術・企画設計力」と、当社の「施工能力・施工ノウハウ」を融合し、付加価値の高いソリューションを創出し、事業拡大を図っていくとした。さらに、2020年にはパナソニックとトヨタ自動車が住宅・建設事業を経営統合して発足したプライムライフテクノロジーズの傘下に入った。

## 沿革
- 1894年（明治27年） - 京都府福知山市にて松村組創業。
- 1897年（明治30年） - 第一号工事　福知山市民病院を施工。
- 1907年（明治40年） - 京都第16師団駐屯隊舎（現・聖母学園）を竣工。
- 1910年（明治43年） - 国宝姫路城の改修工事を施工。
- 1919年（大正8年） - 株式会社組織に改め、大阪に本店を移す。
- 1920年（大正9年） - 東京支店を開設。
- 1932年（昭和7年） - 満州国で関東軍宿舎新築工事を受注。
- 1949年（昭和24年） - 大阪府立興行奨励館を施工（戦後初の鉄筋コンクリート工事）。
- 1963年（昭和38年） - 大阪証券取引所二部に上場。
- 1967年（昭和42年） - 大阪天満橋に松村ビルを竣工。
- 1968年（昭和43年） - 札幌冬季オリンピックの会場を建設。
- 1974年（昭和49年） - 大阪証券取引所一部に上場。
- 1983年（昭和58年） - マレーシアで戦後初の海外工事を受注。
- 1989年（平成元年） - 多目的基礎杭施工工法・SPACE工法を開発。
- 1993年（平成5年） - 免震工法・MABISを開発し自社の技術研究所に導入。
- 1994年（平成6年） - 創業100周年。現在のコーポレートマークへ一新。
- 1995年（平成7年） - 阪神・淡路大震災により甚大な被害が発生する中、技術研究所の免震工法の有益データが新聞・テレビ等で紹介され大きな反響を受ける。
- 2005年（平成17年） - 民事再生法の適用を大阪地方裁判所に申請、サクセス・プロがスポンサー企業に決定。
- 2006年（平成18年） - 民事再生の終結、サクセス・プロスポンサーのもと、新生松村組の再建に向けてスタート。
- 2011年（平成23年） - MEBO（Management and Employee Buyout）によりサクセス・プロより株式譲渡を受け、新体制のもと再スタートを切った。
- 2012年（平成24年） - 自然エネルギー事業の取組を開始し、太陽光発電事業に参画。
- 2014年（平成26年） - デベロップメント事業として、子会社・常陸土地ともに分譲マンション開発事業に取り組む。
- 2017年（平成29年）11月1日 - パナソニックによる買収を発表。中高層マンションの施工に乗り出し、住宅事業を強化する。
- 2019年（令和元年）5月9日 - パナソニックとトヨタ自動車が、両社の住宅・街づくり事業を経営統合することを決定し、統合・合弁契約書を締結[1]。2020年1月7日付で当社はパナソニック ホームズ・パナソニック建設エンジニアリング・トヨタホームとともに株式移転を実施し、プライム ライフ テクノロジーズ株式会社を設立。ミサワホームを含めた5社がその傘下となる予定。
- 2020年（令和2年）1月7日 - プライムライフテクノロジーズが正式に発足し、グループの一員へ

## 施工物件
- HBC会館（北海道札幌市） - 第2回BCS賞受賞
- 近畿大学医学部附属病院（大阪府大阪狭山市） - 第18回BCS賞受賞
- 大阪城国際文化スポーツホール（大阪府大阪市中央区） - 第26回BCS賞受賞
- 沖縄熱帯ドリームセンター（沖縄県国頭郡） - 第28回BCS賞受賞
- 京都国立近代美術館（京都府京都市左京区） - 第29回BCS賞受賞
- 長瀬パーキング（大阪府大阪市） - 大阪まちなみ賞受賞
- 国立オリンピック記念青少年総合センター（東京都渋谷区） - 第37回BCS賞受賞
- 関西国際空港旅客ターミナル（大阪府泉佐野市） - 第37回BCS賞受賞
- 小樽郵便局庁舎（北海道小樽市） - 小樽市都市景観賞受賞
- 岩出山中学校（宮城県大崎市） - 第38回BCS賞受賞
- PONTE FICO（大阪府羽曳野市） - 第43回大阪建築コンクール 大阪府知事賞受賞
- 北九州市立松本清張記念館（福岡県北九州市小倉北区） - 第41回BCS賞受賞
- 愛知県立大学整備教育・研究棟（愛知県長久手市） - 第7回愛知まちなみ建築賞受賞
- ガーデンハイツ加美（大阪市平野区） - 第14回大阪市ハウジングデザイン賞大賞受賞
- 徳山ダム鶴見ダムサイト線大津瀬谷橋2・3号（岐阜県揖斐郡） - 平成12年水資源開発公団総裁賞受賞
- 調川工区農地整備（長崎県松浦市） - 九州農政局長賞受賞

## 保有技術

### 耐震補強工法
- 安震ブロック（耐震壁補強）
- 自己圧着ブレース工法（ブレース補強）
- MABIS（免震工法）
- RCHIS梁工法（降伏機構分離型鉄筋コンクリート造梁工法）

### 杭工事・地下工事
- HBW/P工法（本設合成壁・杭工法）
- SPACE21工法（油圧式全回転中堀り工法）
- 拡縮コラム工法（環境にやさしい低排土型の深層混合処理工法）
- L&Rジオファイン工法（拡縮方式を用いた原位置土壌浄化工法）
- マルチ水平ウェル工法（循環型地汚染地下水浄化工法）
- VSAP（特殊気散ノズルを用いた汚染水浄化装置）

## 関連会社
- 常陸土地 - 不動産開発を手掛ける完全子会社のゼネコンデベロッパー。「オーランド・コート」のブランド名で分譲マンションを自社開発、南葛西、横浜で分譲事業を実施。